# دائرة فكرينة
دائرة فكرينة إحدى دوائر ولاية أم البواقي الجزائرية. عاصمتها هي فكرينة وتضم بلديات: 
- فكرينة
- وادي نيني

تقع بلدية فكيرينة (مقر الدائرة) في الجنوب الشرقي للولاية يحدها من الشمال كل من بلدية الزرق وعين البيضاء ومن الغرب حدود بلدية أم البواقي ومن الشرق بلدية الجازية ومن الجنوب بلدية واد نيني، أنشئت البلدية سنة 1957 وارتقت إلى دائرة في شهر ماي 1991 وتعد ثاني أكبر بلديات الولاية بعد بلدية عين الزيتون من حيث المساحة التي تبلغ 341 كم مربع وبها 33 مشتة ويبلغ عدد سكانها 12928 نسمة موزعين كالتالي: المنطقة الحضرية: 6007 نسمة التجمعات الثانوية 776 نسمة المشاتي والتجمعات المبعثرة: 5545 نسمة.